# Domitianus
Titus Flavius Domitianus (tiếng Latinh: Titus Flavius Caesar Domitianus Augustus;24 tháng 10 năm 51 – 18 tháng 9 năm 96), còn được gọi bằng cái tên Anh hoá là Domitian, là một hoàng đế La Mã trị vì từ ngày 14 tháng 9 năm 81 cho đến khi qua đời. Ông là thành viên thứ 3 và là hoàng đế cuối cùng của triều đại Flavius - Vương triều trị vì Đế quốc La Mã từ năm 69 tới năm 96 qua các thời kỳ Vespasianus (69-79), Titus (79-81) và bản thân ông (81-96).
Tuổi trẻ của Domitianus và sự khởi nghiệp của ông thì đều nằm trong bóng tối phía sau anh trai là Titus, người đã nổi lên như cồn trong chiến tranh Do Thái-La Mã lần thứ nhất. Tình hình này tiếp tục dưới thời Vespasianus, người đã lên ngôi Hoàng đế vào ngày 21 tháng 12 năm 69 sau cuộc nội chiến được gọi là Năm của bốn Hoàng đế. Trong khi Titus nắm quyền đồng trị vì với cha mình, Domitianus đã không được giao bất cứ chức vụ gì. Vespasianus mất ngày 23 tháng 6 năm 79 và được thừa kế bởi Titus, nhưng Hoàng đế này lâm bệnh và đột ngột mất vào ngày 13 tháng 9 năm 81. Ngày hôm sau Domitianus được đội Cận vệ của Hoàng đế La Mã (Praetoriani) tấn phong Hoàng đế, bắt đầu một triều đại kéo dài mười lăm năm, dài hơn bất kỳ vị Hoàng đế nào của La Mã kể từ thời Tiberius.
Khi làm hoàng đế, Domitianus đã củng cố nền kinh tế bằng việc đúc thêm tiền, mở rộng biên giới phòng thủ của Đế quốc và bắt đầu một chương trình xây dựng lớn để khôi phục lại thành phố Roma bị hư hại. Đáng chú ý là những cuộc chiến tranh nổ ra ở Anh, nơi Gnaeus Julius Agricola mở rộng Đế chế La Mã xa tới tận Scotland ngày nay. Và ở Dacia, nơi Domitianus không thể đạt được một chiến thắng quyết định với vua Decebalus. Chính quyền của Domitianus là một thể chế độc tài. Khi làm hoàng đế, ông tự coi mình là một Augustus mới, người nắm quyền chuyên chế được giác ngộ để dẫn dắt Đế quốc La Mã bước vào một kỷ nguyên mới của nền phục hưng Flavius. Tôn giáo, quân sự, và sự truyền bá văn hóa được khuyến khích như là sự thờ cúng ca nhân, và bằng sự kiểm soát vĩnh viễn của ông. Ông đã tìm cách kiểm soát đạo đức công cộng và của cá nhân. Kết quả là Domitian đã được phổ biến với người dân và quân đội nhưng bị khinh thường bởi viện nguyên lão như một bạo chúa.
Triều đại của Domitianus chấm dứt vào ngày 18 tháng 9 năm 96 khi ông bị ám sát bởi các quan lại của triều đình.Cùng ngày, ông đã được kế vị bởi người bạn và là cố vấn Nerva,người sáng lập triều đại Nerva-Antonius.Sau khi ông qua đời, những gì về ông bị phá bỏ và quên lãng bởi viện nguyên lão La Mã, trong khi những tác giả là nghị viên như Tacitus, Pliny Trẻ và Suetonius hoàn thành lịch sử của mình đã miêu tả ông như một kẻ bạo chúa tàn ác và hoang tưởng. Lịch sử hiện đại đã bác bỏ những quan điểm này.

## Thời niên thiếu

### Gia đình
Domitianus được sinh ra ở Roma vào ngày 24 tháng 10 năm 51, là con trai út của Titus Flavius Vespasianus-thường được gọi là Vespasian và Flavia Domitilla lớn. Ông có một chị gái Domitilla Trẻ và một anh trai cũng tên là Titus Flavius Vespasianus.

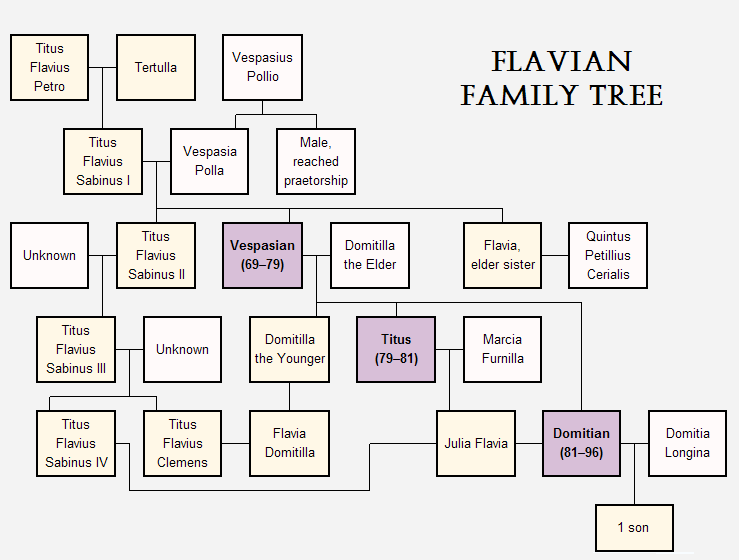
Cây gia phả của gia tộc Flavianus, cụ thể là hậu duệ của Titus Flavius Petro và Tertulla.

Một thập kỉ của cuộc nội chiến trong suốt thế kỷ 1 TCN đã góp phần rất lớn đến sự sụp đổ của các tầng lớp quý tộc cũ của Rome, trong đó dần dần được thay thế bởi một tầng lớp quý tộc Italy mới trong thời kỳ đầu của thế kỷ 1. Một trong những gia đình là Flavius, hoặc dòng họ Flavia, trong đó sự nổi tiếng của họ nhanh chóng chỉ qua bốn thế hệ, có được sự giàu có và địa vị dưới thời các hoàng đế của triều đại Julius-Claudius.Ông cố nội của Domitianus,Titus Flavius Petro, đã phục vụ như là một đội trưởng dưới quyền Pompey trong cuộc nội chiến của Caesar. Sự nghiệp quân sự của ông đã kết thúc trong hổ thẹn khi ông chạy trốn khỏi trận Pharsalus năm 48 trước Công Nguyên . Tuy nhiên Petro đã cố gắng thay đổi tình cảnh của mình bằng việc kết hôn với Tertulla- một người phụ nữ vô cùng giàu có đã để lại khối tài sản khổng lồ cho con trai của ông sau này là Titus Flavius Sabinus I, ông nội của Titus. Titus Flavius Sabinus I tiếp tục gia tăng gia sản qua việc đảm nhận chức quan thu thuế ở châu Á và nhân viên ngân hàng ở Helvetia. Bằng cách kết hôn với Vespasia Polla, ông đã liên minh với dòng dõi quý tộc cao quý Vespasia, đảm bảo cho các con là Titus Flavius Sabinus II và Vespasian đứng vào hàng ngũ của các nghị viên của Viện Nguyên lão.
Sự nghiệp chính trị của Vespasianus bao gồm các chức vụ như quan coi quốc khố, quan thị chính và pháp quan,lên tới đỉnh điểm là chức lãnh sự năm 51,năm mà Domitianus được sinh ra. Khi làm tướng lĩnh quân đội,ông đã sớm đạt được tiếng tăm khi tham gia cuộc xâm lược nước Anh năm 43. Tuy nhiên, nguồn cổ đề cập rằng gia đình Flavius đã trở nên nghèo khó tại thời điểm Domitianus được nuôi dạy, [8] thậm chí tuyên bố Vespasian đã mất uy tín dưới thời các hoàng đế Caligula (37-41) và Nero(54-68). Lịch sử hiện đại bác bỏ những tuyên bố này, chỉ ra rằng những câu chuyện này sau đó được lưu hành dưới triều đại Flavius như một phần của một chiến dịch tuyên truyền để làm giảm sự thành công của những hoàng đế ít có uy tín thuộc triều đại Julius-Claudius, và tối đa hóa thành quả của Hoàng đế Claudius (41-54) và con trai Britannicus. Bằng tất cả những lần xuất hiện, sự sủng ái của các hoàng đế dành cho gia đình Flavius là rất cao trong suốt những năm 40 và 60. Trong khi Titus nhận được một nền giáo dục tại triều đình cùng Britannicus, Vespasianus theo đuổi một sự nghiệp chính trị và quân sự thành công. Sau một thời gian dài nghỉ hưu trong những năm 50, ông trở lại sự nghiệp chính trị dưới thời Nero, đảm nhiệm chức tổng đốc tỉnh châu Phi trong năm 63, và đi theo hoàng đế trong một chuyến lưu diễn ở Hy Lạp trong năm 66. cùng năm người Do Thái ở tỉnh Judaea nổi dậy chống lại Đế chế La Mã, bây giờ được gọi là cuộc chiến tranh Do Thái-La Mã lần thứ nhất. Vespasianus đã được chỉ định để lãnh đạo quân đội La Mã chống lại quân nổi dậy, với Titus-người đã hoàn thành giáo dục quân sự của mình vào thời gian này phụ trách một quân đoàn.

## Tuổi trẻ và cá tính

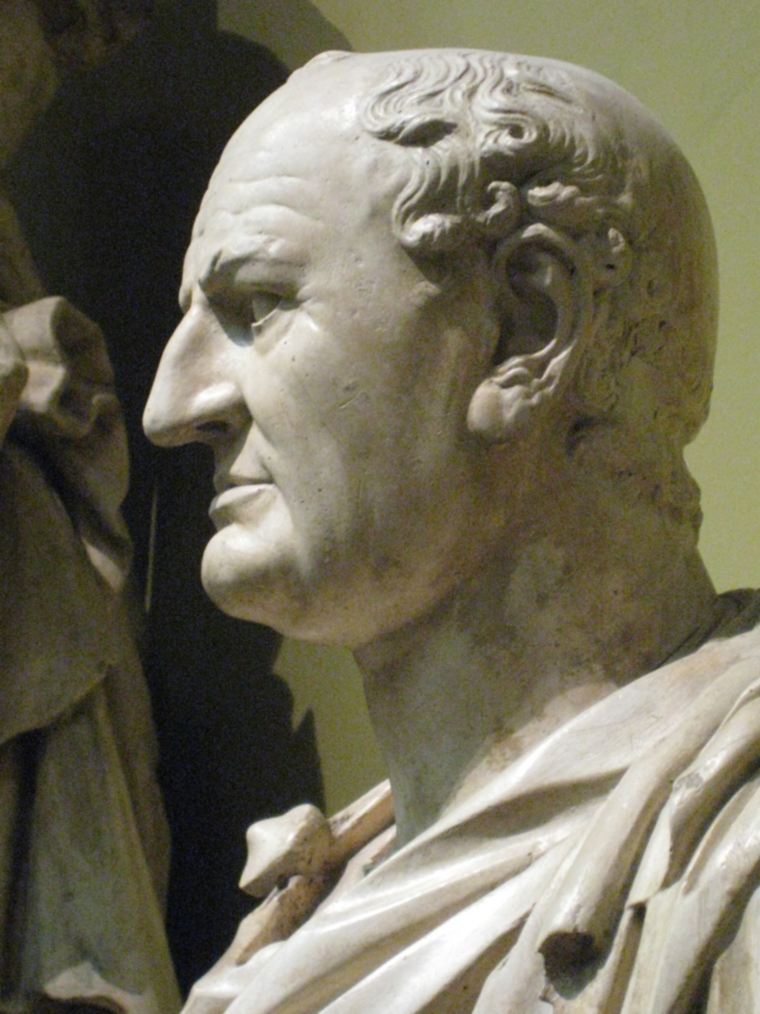
Vespasianus (Bảo tàng Pushkin)

Năm 66, mẹ và chị gái của Domitianus lúc này đã mất từ lâu, trong khi cha và anh trai của ông liên tục bận rộn trong quân đội La Mã, chỉ huy quân đội ở Germania và Judaea. Đối với Domitianus, điều này có nghĩa là một phần quan trọng của thời niên thiếu của mình,ông đã thiếu vắng bóng dáng của những người thân. Trong cuộc chiến tranh Do Thái-La Mã, ông có thể nằm dưới sự chăm sóc của người chú Titus Flavius Sabinus II, thời gian này phục vụ là thái thú của thành phố Rome, hoặc thậm chí có thể là Marcus Cocceius Nerva, một người bạn trung thành của nhà Flavius và người kế vị Domitianus trong tương lai 
Ông đã nhận được sự giáo dục dành cho một người thanh niên trẻ thuộc thuộc tầng lớp nguyên lão đặc quyền đặc lợi, học tập thuật hùng biện và văn học. Trong phần tiểu sử của ông trong tác phẩm Tiểu sử 12 hoàng đế, Suetonius chứng thực rằng Domitian có khả năng trích dẫn các nhà thơ quan trọng và các nhà văn như Homer và Virgil trong những dịp thích hợp, và mô tả ông là một thanh niên có học thức và giáo dục, với cách nói chuyện tao nhã. Không giống như người anh trai Titus của ông, Domitianus đã không được giáo dục tại triều đình. Cho dù việc ông nhận được sự huấn luyện quân sự không được ghi lại, nhưng theo Suetonius, ông cũng tỏ ra là một thiện xạ tài năng với cung và tên. Một mô tả chi tiết về vẻ bề ngoài của Domitianus và cá tính được cung cấp bởi Suetonius.
Domitian bị cho là cực kỳ nhạy cảm đối với những gì liên quan đến cái đầu hói của mình, mà ông cải trang trong cuộc sống sau này bằng cách đội tóc giả. Theo Suetonius, ông thậm chí đã viết một cuốn sách về chủ đề chăm sóc tóc. Tuy nhiên, liên quan đến nhân cách của Domitianus, tác phẩm của Suetonius xen kẽ giữa việc miêu tả Domitianus là vị hoàng đế bạo chúa, một người đàn ông lười biếng về cả về thể chất và trí tuệ, nhưng lại thông minh, tỏ ra có học thức ở nơi khác  Ông xuất hiện thiếu sức thu hút tự nhiên hơn so với anh trai và cha của mình.

## Sự trỗi dậy của triều đại Flavian

### Năm của tứ hoàng đế

Đế quốc La Mã trong Năm của tứ hoàng đế (năm 69). Vùng lãnh thổ màu lam là các tỉnh trung thành với Vespasian và Gaius Licinius Mucianus. Vùng lãnh thổ màu lục là các tỉnh trung thành với Vitellius.

Ngày 9 Tháng Sáu năm 68, trong lúc sự chống đối của viện nguyên lão và quân đội ngày càng tăng, Nero đã tự tử, và cùng với đó triều đại Julio-Claudian kết thúc. Sự hỗn loạn xảy ra ngay sau đó, dẫn đến một năm của các cuộc nội chiến khủng khiếp được gọi là Năm của bốn vị hoàng đế, trong đó bốn vị tướng có ảnh hưởng nhất trong Đế chế La Mã là Galba, Otho, Vitellius và Vespasian liên tiếp tranh gành quyền lực hoàng đế một cách quyết liệt. Tin tức về cái chết của Nero tới chỗ Vespasianus là khi ông đang chuẩn bị vây thành phố Jerusalem. Gần như đồng thời viện nguyên lão đã tuyên bố Galba, lúc đó là thống đốc của Hispania Tarraconensis (hiện nay thuộc Tây Ban Nha), là hoàng đế của Rome. Thay vì tiếp tục chiến dịch của mình, Vespasianus đã quyết định để chờ đợi diễn biến tình hình và gửi Titus về chào đón vị Hoàng đế mới. Tuy nhiên, trước khi đến Ý, Titus đã biết được rằng Galba đã bị sát hại và được thay thế bằng Otho, thống đốc Lusitania (Bồ Đào Nha ngày nay). Đồng thời Vitellius và quân đội của ông tại Đức đã tiến hành nổi loạn, và chuẩn bị hành quân về Rome, với ý định lật đổ Otho. Không muốn có nguy cơ bị bắt làm con tin bởi một thế lực này hay thế lực khác, Titus từ bỏ cuộc hành trình đến Rome và quay lại chỗ cha mình ở Judaea.
Otho và Vitellius đều nhận ra mối đe dọa tiềm năng gây ra bởi phe Flavian. Với bốn quân đoàn dưới quyền mình, Vespasianus chỉ huy một đội quân hùng mạnh với gần 80.000 binh sĩ. Vị trí của ông ở Judaea tiếp tục cho phép ông có lợi thế là người gần tỉnh Ai Cập quan trọng nhất, kiểm soát nguồn cung cấp lương thực tới Rome. Anh trai của ông Titus Sabinus Flavius II, khi đó là thái thú của thành phố, chỉ huy toàn bộ quân đồn trú của thành phố Rome  Căng thẳng trong quân đội của phe Flavian đang tăng cao, nhưng miễn là một trong hai, Galba hoặc Otho vẫn còn nắm quyền, Vespasianus đã từ chối hành động.. Tuy nhiên, khi mà Otho bị đánh bại bởi Vitellius trong trận Bedriacum thứ nhất,quân đội ở Judaea và Ai Cập nắm lấy các vấn đề vào trong tay mình và tuyên bố Vespasian là hoàng đế vào ngày 1 tháng 7 năm 69. Vespasianus chấp nhận điều đó, và xây dựng một liên minh với Gaius Licinius Mucianus, thống đốc Syria, chống lại Vitellius  Một lực lượng hùng mạnh được rút ra từ các quân đoàn ở Judaea và Syria tiến vào Rome dưới sự chỉ huy của Mucianus, trong khi Vespasian đi tới Alexandria, để cho Titus chịu trách nhiệm kết thúc cuộc khởi nghĩa của người Do Thái.

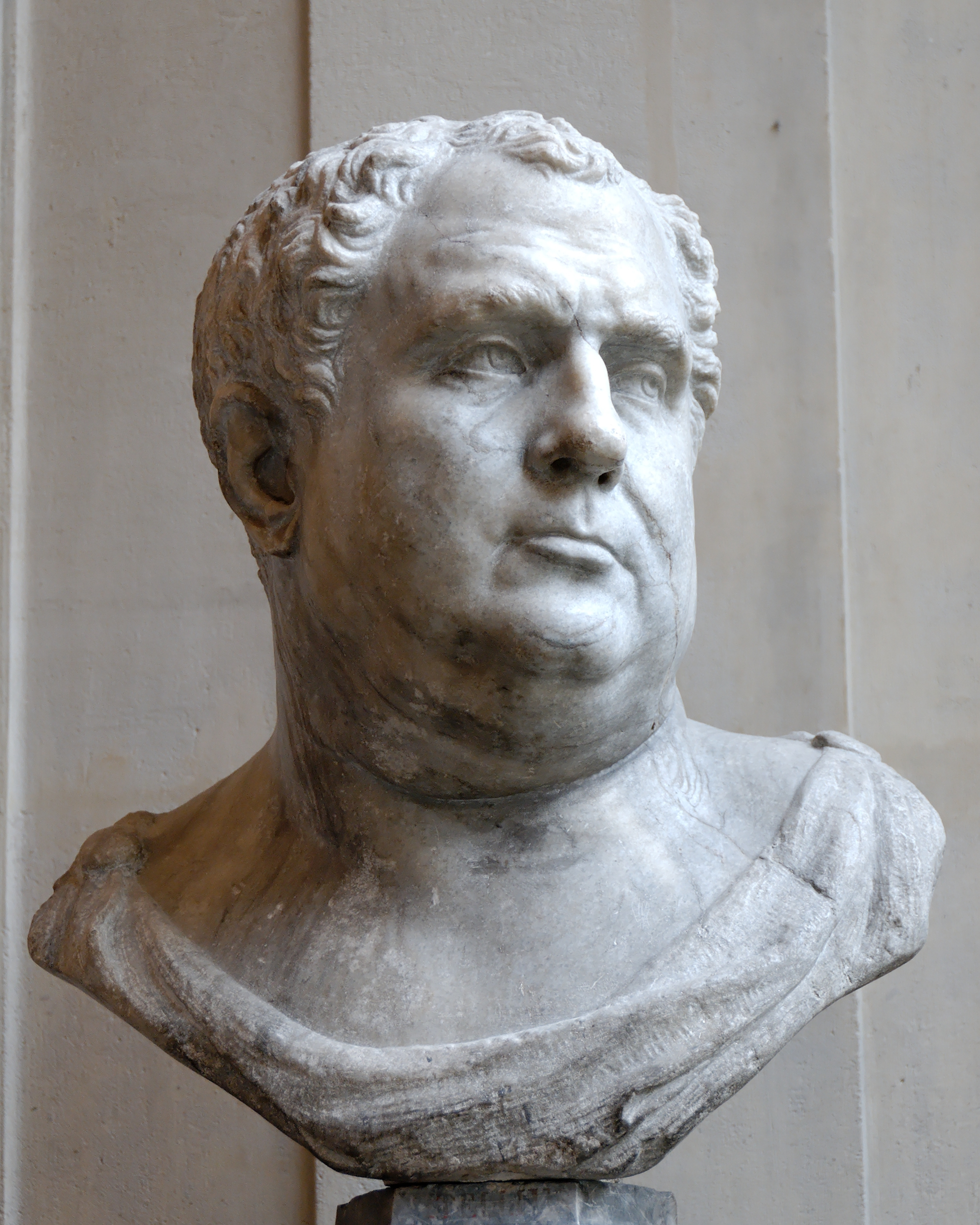
Hoàng đế Vitellius (Louvre)

Trong khi đó, tại Rome, Domitianus bị đặt trong tình trạng quản thúc tại gia bởi Vitellius, như là một biện pháp tự vệ chống lại cuộc xâm lược của phe Flavian trong tương lai Tuy nhiên, sự ủng hộ dành cho vị hoàng đế cũ ngày càng yếu dần vì các quân đoàn trên toàn đế quốc đã cam kết trung thành với Vespasianus. Ngày 24 tháng 69, các lực lượng của Vitellius và Vespasianus đã đụng độ trong trận Bedriacum lần thứ hai, nó đã kết thúc với một thất bại nặng nề dành cho quân đội của Vitellius Trong sự tuyệt vọng, ông ta đã cố gắng thương lượng sự đầu hàng. Các điều khoản hòa bình, bao gồm cả một sự thoái vị tự nguyện, thoả thuận với Titus Flavius Sabinus II, nhưng những người lính đội Cận vệ của Hoàng đế La Mã (Praetoriani) coi là một sự đầu hàng nhục nhã, và họ đã ngăn cản Vitellius thông qua các điều ước hòa bình. Vào buổi sáng của ngày 18 tháng 12, vị hoàng đế dường như đã có ý định đặt lại biểu tượng hoàng đế tại đền thờ Concord, nhưng vào phút cuối cùng ông đã thoái lui tới cung điện hoàng đế. Trong sự hỗn loạn, những nhân vật lãnh đạo của nhà nước đã tập trung tại nhà của Sabinus, và tuyên bố Vespasianus là Hoàng đế, nhưng đám đông đã bị giải tán khi các đội quân của phe Vitellius đụng độ với đội hộ tống vũ trang của Sabinus, buộc họ phải rút lui tới đồi Capitoline  Trong tối ngày hôm đó, ông ta đã có thêm sự tham gia của những người thân, bao gồm cả Domitianus. Quân đội của Mucianus đã tiến đến gần Rome, nhưng phe Flavia đang bị bao vây đã không thể cầm cự lâu hơn một ngày. Ngày 19 tháng 12, những người phe Vitellius đã xông lên đồi Capitol, và sau cuộc giao tranh nhỏ, Sabinus đã bị bắt và bị hành quyết. Bản thân Domitianus đã cố gắng trốn thoát bằng cách cải trang mình thành một tín đồ của thần Isis, đã trải qua một đêm an toàn với một trong những người ủng hộ cha mình. Vào chiều ngày 20 Tháng Mười Hai Vitellius đã qua đời, quân đội của ông ta đã bị đánh bại bởi các quân đoàn của phe Flavia.

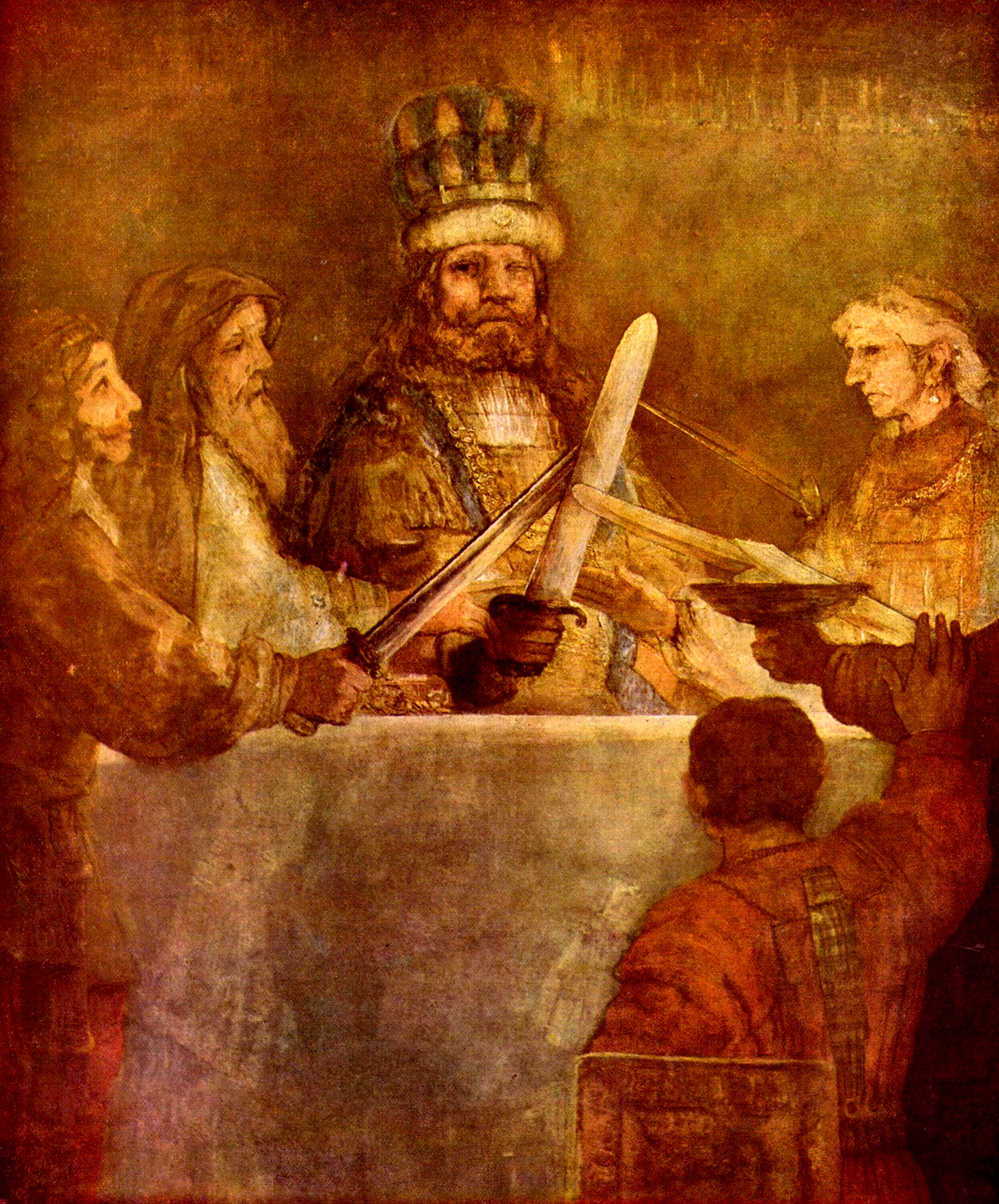
Âm mưu của Gaius Julius Civilis (chi tiết), bởi Rembrandt (1661). Trong thời kỳ khởi nghĩa Batavi, Domitian háo hức tìm kiếm cơ hội để đạt được vinh quang quân sự, nhưng bị các sĩ quan cấp trên từ chối quyền chỉ huy một quân đoàn.

### Sau khi kết thúc chiến tranh
Mặc dù chiến tranh đã chính thức kết thúc, nhà nước La Mã lúc này lại đang trong tình trạng vô chính phủ và tình trạng hỗn loạn tràn ngập khắp nơi trong những ngày đầu tiên sau sự sụp đổ của Vitellius. Trật tự đã được Mucianus phục hồi lại như cũ vào đầu năm 70 nhưng Vespasianus đã không về Rome cho đến tháng 9 năm đó  Trong khi đó, Domitianus đã đóng vai trò là đại diện của gia đình Flavia tại viện nguyên lão La Mã. Ông đã nhận được tước hiệu Caesar và được bổ nhiệm làm pháp quan cùng với quyền hạn của chấp chính quan. Sử gia cổ đại Tacitus đã mô tả bài phát biểu đầu tiên của Domitianus ở Viện nguyên lão là ngắn gọn và có chừng mực, đồng thời ghi nhận khả năng trốn tránh những câu hỏi khó xử của ông Mặc dù quyền lực của Domitianus lúc này chỉ là trên danh nghĩa, nhưng nó đã báo trước một cách mơ hồ những gì sẽ là vai trò của ông trong ít nhất mười năm nữa. Theo như tất cả các ghi chép, Mucianus mới là người nắm giữ quyền lực thực sự trong lúc Vespasianus vắng mặt và ông đã cẩn thận để đảm bảo rằng Domitianus, vẫn mới có 18 năm tuổi, đã không làm điều gì vượt qua giới hạn trách nhiệm của mình.